# Home Is Such a Lonely Place
«Home Is Such a Lonely Place» —en español: «El hogar es un lugar tan solitario»— es una canción de la banda de rock estadounidense Blink-182, incluida en su séptimo álbum de estudio, California el cual fue lanzado como el tercer y último sencillo el 18 de abril de 2017.
La canción alcanzó su punto máximo en el número 32 en la lista de Alternative Songs de Billboard. Su video musical muestra a los miembros de la banda relajándose con familiares y amigos antes de salir de gira.
A pesar del hecho de que fue lanzado como sencillo, la canción no fue interpretada en vivo por la banda en la gira de apoyo de California. Sin embargo, la banda finalmente lo tocó en su gira Kings of the Weekend en Las Vegas.

## Antecedentes
El productor John Feldmann recordó que "necesitaban" una balada, "lo que sea que eso signifique para Blink", para California. El concepto detrás de la canción, según el bajista Mark Hoppus, es "dejar ir a las personas de gran importancia en tu vida". Él y Feldmann se reunieron para tomar un café una mañana antes de entrar al estudio, y el tema de sus hijos surgió. Discutieron cómo se construyeron sus vidas en torno a la familia y lo difícil que podría ser para ellos cuando sus hijos eventualmente crezcan y se vayan de casa. Hoppus escribió la canción sobre su hijo, Jack, quien en ese momento tenía 13 años.
Hoppus era aficionado al título de la canción, llamándola su letra favorita en el álbum en el momento de su lanzamiento: "Realmente me gusta esa letra, porque cuando piensas en casa se supone que es segura, reconfortante y satisfactoria, pero a veces puede también será el peor lugar del mundo". Describió el tono de la canción como "un poco en la misma mentalidad" que los sencillos anteriores de Blink, como "I Miss You".

## Vídeo musical
El video musical de la canción fue dirigido por Jason Goldwatch y lanzado el 6 de junio de 2017. El clip toma la forma de películas caseras, filmadas en una película de 8 mm, del trío y sus familiares y amigos mientras se preparan para salir de gira. La descripción del video indica que fue uno de los videos musicales más fáciles de filmar, así como el más honesto y personal.

## Lista de canciones
- Descarga digital

1. "Home Is Such a Lonely Place" – 3:21